# Ducado de Léucade
El Ducado de Léucade (en griego: Δουκᾶτον Λευκάς) o Santa Maura (en griego: Δουκᾶτον Σάντα Μαύρα), fue un ducado vasallo del Reino de Sicilia, gobernado por la familia Tocco, su núcleo era la isla griega de Léucade, que se convirtió en la capital de los dominios de la familia, durante el gobierno de Carlo I. Los Tocco gobernaron la isla hasta 1479, cuando cayó ante el Imperio otomano. 

## Antecedentes
Administrativamente, Léucade probablemente formaba parte del Tema de Cefalonia, una provincia del Imperio bizantino. El historiador lombardo Liutprando de Cremona visitó la isla durante su embajada de 968 a Constantinopla. En 1099 fue asaltada por la armada del arzobispo Dagoberto de Pisa, y se menciona en la geografía del cartógrafo musulmán Al-Idrisi a mediados del siglo XII.
En 1198, el Imperio bizantino concedió muchos privilegios a la República de Venecia en la isla y pasó a su dominio con el tratado de partición del Imperio en 1204. En los años siguientes, fue gobernada aparentemente por el Despotado de Epiro, aunque esto no está registrado de manera explícita hasta 1259.
El nombre de Santa Maura aparece como denominación de la isla y de su capital en 1292, cuando barcos genoveses al servicio del Imperio bizantino la asaltaron. En 1295, el déspota de Epiro Nicéforo I Comneno Ducas cedió la isla a su yerno, el conde palatino de Cefalonia y Zacinto Juan I Orsini. Poco después, Orsini recibió permiso de Carlos II de Anjou para construir un castillo en su nuevo dominio, que se convirtió en el núcleo del castillo de Santa Maura.

## Historia
La familia Orsini perdió Léucade en 1331 ante Gualterio VI de Brienne, duque titular de Atenas, quien en 1343 cedió el castillo de Santa Maura y la isla al veneciano Graziano Giorgio. En 1360 o 1362, Leonardo I Tocco se apoderó de Leúcade, asumiendo el título de duque (dux Lucate), por lo que a la isla a veces también se la conoce como «el Ducado» (el Ducato y variantes del mismo) en fuentes occidentales de la época. El arzobispo ortodoxo local fue desalojado. Después de que los clanes albaneses se apoderaran de gran parte de Epiro en las décadas de 1350 y 1360, lanzaron frecuentes ataques a la isla entre 1375 y 1395. Durante el gobierno de Carlo I Tocco (1376-1429), la isla se convirtió en la capital de sus dominios, que además del Condado Palatino de Cefalonia y Zacinto también incluían gran parte del continente epirota, y expandió la ciudad fortificada.
En 1413, el príncipe de Acaya, Centurión II Zaccaria, lanzó un ataque sobre Léucade y su castillo con mercenarios albaneses, pero fueron derrotados con la ayuda de la República de Venecia. Los otomanos capturaron la mayor parte de Epiro y asaltaron la isla, lo que llevó a los Tocco a considerar cederla a los venecianos.
Ante la expansión del poder otomano en el continente, los Tocco se convirtieron en vasallos de los sultanes otomanos. El último de estos, Leonardo III Tocco, que entre 1448 y 1479, recibió ayuda para mantener su gobierno gracias a su matrimonio con Milica Branković, sobrina de la muy estimada madrastra del sultán otomano Mehmed el Conquistador; pero cuando Milica murió, se casó con la aragonesa Francesca Marzano. La pareja rápidamente se hizo odiada por sus súbditos griegos debido a sus impuestos opresivos. Léucade, junto con Cefalonia y Zacinto, fue capturada por el almirante otomano Gedik Ahmed Bajá en 1479. Parte de la población fue deportada a Constantinopla como parte de la política de Mehmed para repoblar su capital.

## Duques de Léucade
- Leonardo I Tocco (1360/1362-1375/1377);[11]
- Carlo I Tocco (1375/1377-1429);[12]
- Carlo II Tocco (1429-1448);[13]
- Leonardo III Tocco (1448-1479)[14]